# Old Bridge of Urr Mill

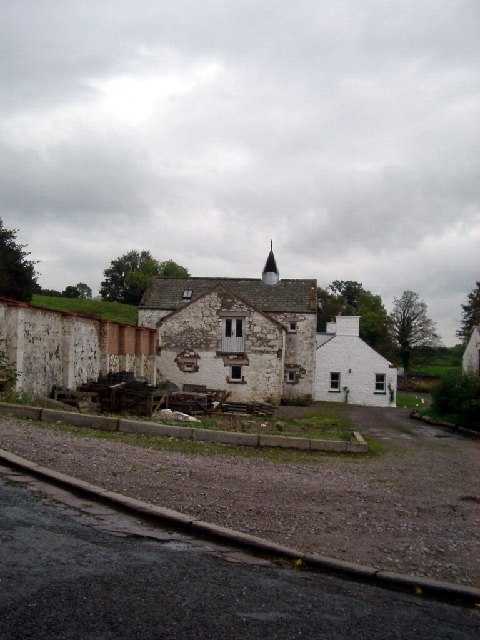
Old Bridge of Urr Mill

Die Old Bridge of Urr Mill ist eine Wassermühle in dem schottischen Weiler Old Bridge of Urr in der Council Area Dumfries and Galloway. 1971 wurde das Bauwerk in die schottischen Denkmallisten in der höchsten Denkmalkategorie A aufgenommen.

## Beschreibung
Die Getreidemühle befindet sich am Westrand des Weilers am linken Ufer des Urr Water. Sie besteht aus zwei gegenüberliegenden Gebäudekomplexen. Entlang des Flusses erstreckt sich das Mühlengebäude mit angrenzendem Dreschboden im Westen und Lagergebäuden im Osten. Bei dem eingehausten hölzernen Wasserrad handelt es sich möglicherweise um das einzige erhaltene dieser Bauart in Schottland. Das oberschlächtige Rad durchmisst 4,88 m bei einer Breite von 1,11 m. Gusseiserne Bänder stabilisieren das Rad mit seinen hölzernen Zellen. Die Welle besteht ebenfalls aus Gusseisen. Die innenliegende Maschinerie ist in weiten Teilen erhalten.
Das Hauptgebäude des gegenüberliegenden Komplexes bildet eine Darre. Es schließen sich einstöckige Kornspeicher und Remisen an. Das Mauerwerk sämtlicher Gebäude besteht aus Bruchstein und ist teilweise getüncht. Die Dächer sind mit Ausnahme des Wellblechdaches der Remise mit Schiefer eingedeckt. Separiert steht das Wohnhaus des Müllers.